# スン・ソパンハ
スン・ソパンハ（Sun Sopanha、1985年3月2日 - ）は、カンボジアの元サッカー選手。元カンボジア代表。現役時代のポジションはMF。

## 代表歴
2007年に代表デビュー。2014 FIFAワールドカップ・アジア予選に臨む代表に選出された。

## タイトル
プノンペン・クラウン
- カンボジア・リーグ: 2008, 2010, 2011
- フン・セン・カップ: 2008, 2009
- AFCプレジデンツカップ

準優勝: 2011
ナガコープFC
- フン・セン・カップ: 2013